# Coquillettomyia obliqua
Coquillettomyia obliqua är en tvåvingeart som beskrevs av Gagne 1984. Coquillettomyia obliqua ingår i släktet Coquillettomyia och familjen gallmyggor.
Artens utbredningsområde är Costa Rica. Inga underarter finns listade i Catalogue of Life.